# فورد فوکوس بی‌ئی‌وی

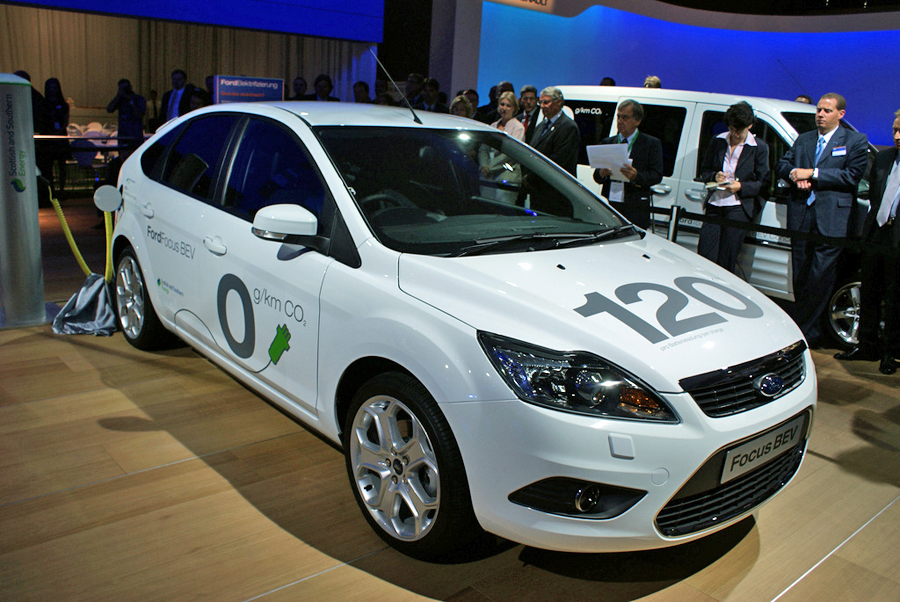

فورد فوکوس بی‌ای‌وی (به انگلیسی: Ford Focus BEV) خودروی برقی است که در سال ۲۰۱۱ میلادی تولید شده‌است.